# HH Возничего
HH Возничего (лат. HH Aurigae), HD 37386 — одиночная звезда в созвездии Возничего на расстоянии приблизительно 896 световых лет (около 275 парсеков) от Солнца. Видимая звёздная величина звезды — +8,54m.

## Характеристики
HH Возничего — жёлтый субгигант спектрального класса G6IV или G5. Радиус — около 11,08 солнечных, светимость — около 42,904 солнечных. Эффективная температура — около 4438 К. Ранее считалась переменной звездой, но дальнейшие наблюдения переменности не подтвердили.